# 八奈見杏菜
八奈見 杏菜（やなみ あんな）は、雨森たきびによるライトノベル作品『負けヒロインが多すぎる!』に登場する負けヒロインの一人。

## 作中設定

### 作中の動向
1年生の夏休み前、ファミレス内で12年間好きだった幼馴染の袴田草介に対して、2カ月前に転校してきた姫宮華恋に想いを伝えるように促し、彼が華恋の元へ向かったことで結果的に振られることとなる。その後、草介の飲んでいたグラスのストローに口を付けている場面をクラスメイトの温水和彦に偶然目撃される。その後、彼に愚痴を聞いてもらっていたが、メニューを頼み過ぎてしまったことで、結果的に彼に不足分の金額を立て替えてもらうこととなり、返済の代わりとして立替分の金額相当になるまでの弁当を彼に提供し続けるという契約を交わしたことで彼と交流することとなる。

### 人物像
愛知県のツワブキ高校に通う高校1年生の女子生徒。髪色は青。身長は156センチメートル。体重は公式では「??」と記載されており明かされてないが、原作小説SSS巻に以下のようには記されている。
胸はEカップの巨乳であり、檸檬によると「1年男子の決める隠れ巨乳ランキング」で1位だったとのこと。食への執着は凄まじく、目の前に何か食べ物があれば一瞬で平らげてしまうほどの大食漢であるが、一方で体重は増え、腹に肉がついてしまっている現状は気にしており、増えるたびにダイエットはしている模様。
容姿は学年でもかなりの上位であり、入学時には男子の間で騒ぎになったほどである。明るく社交的な性格で友人も多く、クラスでも人気がある。温水は華恋を「8K」と表現した一方で杏菜のことは「4K」と表現した。また、温水は知花から「杏菜と付き合ってるのか？」と問われた際に以下のように返答している。
文芸部に所属しており、コンビニを舞台にした恋愛小説を執筆している。

## キャラクター設定
雨森は杏菜を「メインの負けヒロイン」に位置付けしており、読者が「フラれても仕方ないよね、ドンマイ」と感じるようなキャラクター性にしている。また、「男性から見て、女性の分かりにくいところを盛り込んだキャラクター」を作ろうと考えていたとも話している。雨森は温水和彦との関係性を「良き相棒」と表現している。
雨森は元々は食いしん坊という設定は無く、正統派ヒロインらしいオシャレで今ドキな印象を与えようと考えて執筆を始めたが、書き進めていくうちに「こいついっぱい食べるな？」と感じ、食いしん坊という属性を足したと明かしている。また、名前も元々は「色葉」だったが、担当編集者の岩浅健太郎から「同レーベルで読みも「いろは」」だと指摘され、現在の「杏菜」に変更したという。

## 展開

### オーディオブック
『負けヒロインが多すぎる!』のオーディオブックは2023年9月から配信されており、本泉莉奈が八奈見杏菜役を務めている。

### テレビアニメ
『負けヒロインが多すぎる!』のテレビアニメは2024年7月から放送されており、本テレビアニメでは遠野ひかるが八奈見杏菜役を務めている。
遠野によると、当初はヒロインらしい可愛らしい演技を行っていたが、オーディションでの北村らのディレクションを受け、様々な方向に振り切った幅の広い演技に変わっていったという。第4話は八奈見にとって辛い展開でありながら温水の視点で描かれ、さらにテンポも非常に速いため、感情の切り替えが非常に難しかったと遠野は語っている。

### 商品化
2025年2月にグッドスマイルカンパニーから「ねんどろいど 八奈見杏菜」が発売された。
2025年5月にアニプレックスからノンスケールフィギュア「TVアニメ 負けヒロインが多すぎる！ 八奈見杏菜」が発売された。また、本作はフィギュア展示会「メガホビEXPO2024 Past to the future」に展示された。
2025年6月にグッドスマイルカンパニーからフィギュア「POP UP PARADE 八奈見杏菜 L size」が発売された。また、予約開始後にはAmazonホビーカテゴリの直近24時間売上で1位を獲得することもあった。
2025年8月にフリューから「TENITOL TALL 八奈見杏菜」が発売予定となっている

## 評価

### 批評
書評家・ライターのタニグチリウイチは『負けヒロインが多すぎる！』という作品が盛り上がった要因として、テレビアニメの出来の良さから原作ストーリーの面白さやキャラクターの魅力が広まったことを挙げており、登場キャラクターの一人である八奈見杏菜については、「幼なじみの袴田草介が、正統派美少女の姫宮華恋と恋仲になって失恋したことを内心に引きずりながら、表向きは明るく振る舞い何でもよく食べるコミカルなキャラで人気となった」と述べている。
ライターのRosa Perezは、八奈見杏菜は誰もが愛さずにはいられないキャラクターであり、彼女のカオスティックな性格とキャラクターとしての深みにより、「みんなのベストガール」として本作の1番人気キャラクターに上り詰めていると評している。

### 『このライトノベルがすごい！』による評価
『このライトノベルがすごい！』女性キャラクター部門では2025年版で2位を獲得している。なお、2025年度版では文庫部門で『負けヒロインが多すぎる！』、男性キャラクター部門で温水和彦、イラストレーター部門でいみぎむるがいづれも1位を獲得する中、女性キャラクター部門で八奈見杏菜が2位となった。この結果について世間では恋愛に敗れる負けヒロインに焦点を当てる本作においてはまさに相応しいといった声も上がり、逆に存在感を際立たせることとなった。
| 年   | 賞                              | 部門                 | 順位 |
| ---- | ------------------------------- | -------------------- | ---- |
| 2023 | このライトノベルがすごい！ 2024 | 女性キャラクター部門 | 38位 |
| 2024 | このライトノベルがすごい！ 2025 | 女性キャラクター部門 | 2位  |

### 人気投票・読者アンケート等
原作小説第3巻発売時に実施されたキャンペーン「最強マケイン決定戦」では1位を獲得している。
「負けヒロイン総選挙 in豊橋カルミア杯」では1位を獲得している。
電撃オンラインが2024年8月24日から9月1日にかけて実施した、本作のテレビアニメにおけるキャラクター人気投票では1位（得票率は53.8％）を獲得している。
「アニメ流行語大賞2024」では八奈見杏菜が発した「そういうとこだよ温水君」と「うわきだよ!!」が共に10位をそれぞれ獲得している。
アメリカのアニメメディア「Anime Trending」の2024年夏クールの女性キャラクター部門では八奈見杏菜が第5 - 第7週で1位を獲得し、同サイトの2024年夏クールアニメアワードでは女性キャラクター部門で八奈見杏菜が1位を獲得している。
アメリカのアニメメディア「Anime Corner」の女性キャラクターランキングでは八奈見杏菜が1位、同声優ランキングでは八奈見杏菜役の遠野ひかるが1位を獲得している。